# Mick Mars
Robert Alan Deal (Terre Haute, 4 mei 1951), beter bekend onder de naam Mick Mars, is een Amerikaans gitarist en voormalig lid van de band Mötley Crüe.

## Carrière
Robert Alan Deal werd geboren in Terre Haute, Indiana en daarna verhuisde zijn familie meteen naar Huntington (Indiana). Toen hij negen jaar oud was, verhuisde ze nog een keer, deze keer naar Garden Grove in Californië. Toen hij begon met gitaarspelen speelde hij tot 1970 in onsuccesvolle bluesbands. Hij speelde vaak onder de naam "Zorky Charlemagne", maar in een band genaamd Whitehorse was een zanger die Micki Marz heette, wat hem inspireerde zijn huidige artiestennaam aan te nemen. In april 1980 plaatste Mars een krantadvertentie waarin hij zichezelf omschreef als “een luide, ruwe en agressieve gitarist. Nikki Sixx en Tommy Lee die een band aan het samenstellen waren, hadden hem zien spelen en namen hem aan voor hun nieuwe band die de naam Mötley Crüe kreeg.
Op 27 oktober 2022 bracht de band naar buiten, dat Mars stopt met de band vanwege zijn gezondheid. Zijn plek wordt tijdens de nieuwe wereldtournee van 2023 ingenomen door John William Lowery, beter bekend als John 5. Wel wordt Mars echter nog steeds beschouwd als een officieel lid van de band.

## Gezondheid
Toen Mars zeventien jaar oud was, werd er bij hem de ziekte van Bechterew vastgesteld. Door deze ziekte krijgt hij veel krampen en wordt erg stijf. Het is een gewrichtsontsteking die erg hinderlijk is voor Mars. 
- Biblioteca Nacional de España: XX1615850
- Bibliothèque nationale de France: cb14050262v (data)
- International Standard Name Identifier: 0000 0000 6301 9623
- Library of Congress Control Number: n2015036384
- MusicBrainz: 40e4bac7-0ed5-41a2-9b65-b72756002256
- Nationale Bibliotheek van Tsjechië: xx0100664
- Virtual International Authority File: 34659753
- WorldCat: E39PBJm9bHBMD84C8xXWdt7GpP